# Cazouls-d’Hérault
Cazouls-d’Hérault – miejscowość i gmina we Francji, w regionie Oksytania, w departamencie Hérault.
Według danych na rok 1990 gminę zamieszkiwały 283 osoby, a gęstość zaludnienia wynosiła 64 osoby/km² (wśród 1545 gmin Langwedocji-Roussillon Cazouls-d’Hérault plasuje się na 638. miejscu pod względem liczby ludności, natomiast pod względem powierzchni na miejscu 1037.).